# اقتصاد سانت فينسنت والغرينادين
اقتصاد سانت فينسنت والغرينادين يعتمد اعتماداً كبيراً على الزراعة كونها أكبر منتج في العالم للعرعروط وينمو بها فاكهة غريبة أخرى والخضار والمحاصيل الجذرية. الموز وحده يزيد عن 60% من قوة العمل و50% من الصادرات السلعية. هذا الاعتماد على محصول واحد يجعل الاقتصاد عرضة للعوامل الخارجية. مزارعو الموز في سانت فنسنت استفادوا من الوصول التفضيلي إلى السوق الأوروبية. وبالنظر إلى الاتحاد الأوروبي المعلن التخلص التدريجي من هذا الوصول المفضل، والتنويع الاقتصادي هو الأولوية.